# Синекура
Синеку́ра (від лат. sine cura animarum — без турботи про душу) за середньовіччя — доходна церковна посада, не пов'язана з певними обов'язками. 
Переносне значення — добре оплачувана посада, що не вимагає особливо напруженої роботи, значних зусиль попри видимість діяльності.